# Stadium Arcadium
| 전문가 평가                | 전문가 평가 |
| 총 점수                    | 총 점수     |
| 출처                       | 점수        |
| -------------------------- | ----------- |
| 메타크리틱                 | 73/100      |
| 평가 점수                  |             |
| 출처                       | 점수        |
| AllMusic                   | [ 2 ]       |
| Entertainment Weekly       | B+          |
| The Guardian               | [ 4 ]       |
| Los Angeles Times          | [ 5 ]       |
| MSN Music (Consumer Guide) | B−          |
| NME                        | 7/10        |
| Pitchfork                  | 4.7/10      |
| Q                          | [ 9 ]       |
| Rolling Stone              | [ 10 ]      |
| Uncut                      | [ 11 ]      |

《Stadium Arcadium》은 미국의 록 밴드 레드 핫 칠리 페퍼스의 아홉 번째 스튜디오 음반이다. 2006년 5월 9일, 워너 브라더스 레코드에서 발매되었다. 〈Dani California〉, 〈Tell Me Baby〉, 〈Snow (Hey Oh)〉, 〈Description Smile〉, 〈Hump de Bump〉의 5개의 싱글을 프로듀싱하였다. 미국에서, 《Stadium Arcadium》은 밴드의 첫 번째 1위 음반이 되었다. 《Stadium Arcadium》은 원래 6개월 간격으로 발매된 3부작 음반으로 예정되어 있었으나, 결국 더블 음반으로 압축되었다. 2009년 탈퇴하고 2019년 복귀하기 전 기타리스트 존 프루시안테가 등장한 것은 이 그룹의 마지막이다.
이 음반은 밴드 경력의 여러 측면에서 음악적 스타일을 통합한 것으로 찬사를 받았다. 이 음반은 2007년에 그래미 어워드 후보에 7번 올랐는데, 여기에는 최우수 록 앨범 상과 최우수 박스 상 또는 특별 한정판 패키지 상이 포함되어 있다. 그래미 어워드 7개 중 5개를 수상한 이 밴드는 24년 경력 중 가장 많은 지명을 받았다. 앤서니 키디스는 이번 음반의 성공은 밴드의 "작품에 관한 한 어느 때보다 좋은 것 같아요. 서정적으로 지배하려는 투쟁은 항상 있었습니다. 하지만 이제는 우리가 누구인지를 충분히 확신하고 있기 때문에, 모든 사람들이 점점 더 가치 있는, 질 좋은 일에 기여하는 것을 더 편안하게 느낍니다."라고 말했다.

## 배경
밴드의 이전 음반 《By the Way》의 발매 이후, 레드 핫 칠리 페퍼스는 2002년 7월부터 2004년 6월 중순까지 런던의 하이드 파크에서 월드 투어를 시작했다. 이 밴드는 이후 2004년 민주당 전당대회와 록 암 링에 출연하여 《By the Way》를 지지하는 투어를 묶었다. 그 후 밴드는 2004년 9월에 프로듀서 릭 루빈과 함께 다음 음반 녹음을 시작하기로 결정했고, 그는 이전 네 장의 음반을 녹음했다.
《Stadium Arcadium》의 구성과 녹음은 레드 핫 칠리 페퍼스가 1991년 돌파한 《Blood Sugar Sex Magik》을 녹음한 맨션에서 이루어졌다. 기타리스트 존 프루시안테는 이 집이 "유혹당한다"는 평판을 받을 때 "내가 하고 있는 일을 통제하는 높은 지능의 존재가 있었고, 그것에 대해 어떻게 이야기해야 할지, 어떻게 설명해야 할지 몰랐고… 음악이 내가 아닌 다른 곳에서 흘러나오고 있다는 것이 내게는 아주 분명했다"고 회상했다. 하지만 키디스는 음반 녹음 과정에서 "기분이 좋았습니다. 긴장감도, 불안감도, 이상함도 거의 없었고 매일 우리는 계곡의 이 펑키한 방에 나타났고, 모든 사람들이 그들의 아이디어를 가져오는 것보다 더 편안함을 느꼈습니다."라고 말했다. 이 밴드는 원래 "구식 《Meet the Beatles!》 같은 음반"을 만들고, 곡 수를 약 12곡으로 줄여 "작고 소화가 가능한 예술 작품"을 만들기를 원했다. 그들은 루빈이 모든 곡들을 프로듀싱하면서 38곡의 새로운 곡을 쓰게 되었다.

## 상업적 성과
《Stadium Arcadium》은 첫 주에 미국에서 442,000장이 팔렸고 빌보드 200에서 1위로 데뷔하여 밴드가 생애 첫 1위로 데뷔하였다. 두 번째 주에 이 음반은 157,000장(65% 감소)이 팔리며 빌보드 200에서 1위를 지켰다. 캐나다에서 이 더블 음반은 첫 주에 64,000장이 팔리면서 캐나다 음반 차트에서 1위로 데뷔했다.
〈Dani California〉는 《빌보드》 얼터너티브 송 차트에서 14주 동안 1위를 차지했으며 차트 역사상 1위로 데뷔한 세 곡 중 하나이다.

## 커버 아트
핑크 플로이드, 티렉스, 오디오슬레이브, 더 마스 볼타, 뮤즈 등 수많은 밴드에게 중대한 음반 삽화를 제공한 것으로 유명한 아티스트 스톰 소거슨은 《Stadium Arcadium》의 커버 아트를 만들어 달라는 요청을 받았다. 소거슨은 음반을 위해 적어도 3장의 커버를 제공했지만, 그의 아이디어는 결국 거부되었고 대신 노란색 "Superman" 글자와 파란색 배경 행성들이 그려진 간단한 커버가 사용되었다.
음반의 내부 삽화에는 밴드 초상화, 또 다른 밴드 초상화는 더 후의 《Odds & Sods》의 고전적인 커버를 재현한 것, 그리고 떠다니고 불타고 있는 밴드의 이미지를 특징으로 한다.

## 곡 목록
모든 곡들은 플리, 존 프루시안테, 앤서니 키디스, 채드 스미스에 의해 작사/작곡하였다.
| #   | 제목                   | 재생 시간 |
| --- | ---------------------- | --------- |
| 1.  | Dani California        | 4:42      |
| 2.  | Snow (Hey Oh)          | 5:35      |
| 3.  | Charlie                | 4:37      |
| 4.  | Stadium Arcadium       | 5:15      |
| 5.  | Hump de Bump           | 3:33      |
| 6.  | She's Only 18          | 3:25      |
| 7.  | Slow Cheetah           | 5:19      |
| 8.  | Torture Me             | 3:44      |
| 9.  | Strip My Mind          | 4:19      |
| 10. | Especially in Michigan | 4:00      |
| 11. | Warlocks               | 3:25      |
| 12. | C'mon Girl             | 3:48      |
| 13. | Wet Sand               | 5:09      |
| 14. | Wet Sand               | 5:39      |

| #   | 제목                 | 재생 시간 |
| --- | -------------------- | --------- |
| 1.  | Desecration Smile    | 5:02      |
| 2.  | Tell Me Baby         | 4:07      |
| 3.  | Hard to Concentrate  | 4:02      |
| 4.  | 21st Century         | 4:22      |
| 5.  | She Looks to Me      | 4:06      |
| 6.  | Readymade            | 4:30      |
| 7.  | If                   | 2:53      |
| 8.  | Make You Feel Better | 3:52      |
| 9.  | Animal Bar           | 5:26      |
| 10. | So Much I            | 3:44      |
| 11. | Storm in a Teacup    | 3:45      |
| 12. | We Believe           | 3:36      |
| 13. | Turn It Again        | 6:06      |
| 14. | Death of a Martian   | 4:24      |

| #   | 제목          | 재생 시간 |
| --- | ------------- | --------- |
| 29. | Havana Affair | 2:19      |

| #   | 제목                                  | 재생 시간 |
| --- | ------------------------------------- | --------- |
| 29. | Audio commentary for Stadium Arcadium | 1:02:00   |

## 인증
| 국가                                                                                         | 인증        | 판매량/출하량 |
| -------------------------------------------------------------------------------------------- | ----------- | ------------- |
| 아르헨티나 (CAPIF)                                                                           | 플래티넘    | 40,000^       |
| 오스트레일리아 (ARIA)                                                                        | 3× 플래티넘 | 210,000^      |
| 오스트리아 (IFPI 오스트리아)                                                                 | 플래티넘    | 30,000*       |
| 벨기에 (BEA)                                                                                 | 플래티넘    | 50,000*       |
| 브라질 (Pro-Música Brasil)                                                                   | 골드        | 30,000*       |
| 캐나다 (뮤직 캐나다)                                                                         | 4× 플래티넘 | 400,000^      |
| 덴마크 (IFPI Danmark)                                                                        | 플래티넘    | 40,000^       |
| 핀란드 (Musiikkituottajat)                                                                   | 골드        | 21,159        |
| 프랑스 (SNEP)                                                                                | 플래티넘    | 300,000*      |
| 독일 (BVMI)                                                                                  | 3× 플래티넘 | 600,000       |
| 그리스 (IFPI 그리스)                                                                         | 플래티넘    | 15,000^       |
| 홍콩 (IFPI 홍콩)                                                                             | 골드        | 10,000*       |
| 헝가리 (MAHASZ)                                                                              | 골드        |               |
| 아일랜드 (IRMA)                                                                              | 4× 플래티넘 | 60,000^       |
| 이탈리아 2006 sales                                                                          | —           | 180,000       |
| 이탈리아 (FIMI) sales since 2009                                                             | 골드        | 25,000*       |
| 일본 (RIAJ)                                                                                  | 2× 플래티넘 | 500,000^      |
| 네덜란드 (NVPI)                                                                              | 플래티넘    | 70,000^       |
| 뉴질랜드 (RMNZ)                                                                              | 3× 플래티넘 | 45,000^       |
| 폴란드 (ZPAV)                                                                                | 플래티넘    | 20,000*       |
| 포르투갈 (AFP)                                                                               | 골드        | 10,000^       |
| 스페인 (PROMUSICAE)                                                                          | 골드        | 40,000^       |
| 스웨덴 (GLF)                                                                                 | 골드        | 30,000^       |
| 스위스 (IFPI 스위스)                                                                         | 2× 플래티넘 | 60,000^       |
| 영국 (BPI)                                                                                   | 2× 플래티넘 | 600,000^      |
| 미국 (RIAA)                                                                                  | 3× 플래티넘 | 3,000,000     |
| 요약                                                                                         |             |               |
| 유럽 (IFPI)                                                                                  | 2× 플래티넘 | 2,000,000*    |
| *판매량을 기반으로 한 인증 · ^출하량을 기반으로 한 인증 · 판매량+스트리밍을 기반으로 한 인증 |             |               |